# Teknikåttan
Teknikåttan (även Teknik 8:an eller T8) är en nationell tävling i teknik och naturvetenskap för Sveriges åttondeklassare. Den startade 1993 vid Linköpings tekniska högskola för att främja grundskoleelevers teknikintresse. Sedan 1994 är tävlingen nationell och arrangeras av elva lärosäten i hela Sverige ( Chalmers tekniska högskola, Kungliga tekniska högskolan, Karlstads universitet, Linköpings tekniska högskola, Lunds tekniska högskola, Umeå universitet, Uppsala universitet, Linnéuniversitetet, Högskolan Dalarna, Mälardalens högskola och Högskolan Väst). Drygt 50000 åttondeklassare deltar årligen. 
Alla klasser kan delta i uttagningstävlingen. De bästa klasserna tävlar sedan mot varandra i någon av de tolv regionfinalerna och vinnarna där går vidare till den rikstäckande riksfinalen. Riksfinalen arrangeras enligt ett rullande schema där de deltagande lärosätena turas om att vara värdar.
Uttagningstävlingen består av ett teoretiskt prov, medan region- och riksfinal inkluderar både teori och praktiska problem. Dessutom tävlar man med en klassuppgift, som går ut på att klasserna under skoltid gemensamt konstruerar exempelvis robotar, bollplockare, ubåtar, solcellsdrivna bilar eller självspelande instrument efter instruktion. Sedan ska klasserna tävla mot varandra med sina arbeten. Priser delas ut i form av pengar till klasskassan.